# IC 3582
IC 3582 est une petite galaxie lenticulaire située dans la constellation de la Chevelure de Bérénice. Sa vitesse par rapport au fond diffus cosmologique est de 7 121 ± 20 km/s, ce qui correspond à une distance de Hubble de 105,0 ± 7,4 Mpc (∼342 millions d'al). Elle a été découverte par l'astronome allemand Max Wolf en 1903.
Les bases de données Simbad et HyperLeda identifient IC 3582 à PGC 42060 (d'où la classification de spirale par HyperLeda), ce qui est une erreur selon le professeur Seligman ainsi que selon la base de données NASA/IPAC.

## Groupe de NGC 4555
Selon Abraham Mahtessian, IC 3582 fait partie d'un trio de galaxies, le groupe de NGC 4555. Les deux autres galaxies du groupe sont NGC 4555 et NGC 4556.